# أفضلية الحركة الأولى في الشطرنج

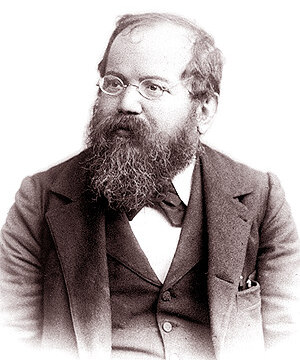
فيلهلم شتاينتس

في لعبة الشطرنج، هناك إجماع عام بين اللاعبين والمنظرين على أن اللاعب الذي يقوم بأول نقلة أبيضلديه ميزة متأصلة. منذ عام 1851، تدعم الإحصائيات المجمعة هذا الرأي. يفوز White باستمرار أكثر قليلاً من الأسود، وعادةً ما يكون بين 52 و 56 بالمائة. النسبة المئوية للفوز لـ White هي نفسها تقريبًا في مباريات الدورات بين البشر والألعاب بين أجهزة الكمبيوتر؛ ومع ذلك، فإن ميزة White أقل أهمية في المباريات الخاطفة والألعاب بين المبتدئين.
أعرب بعض اللاعبين، بما في ذلك أبطال العالم مثل خوسيه راؤول كابابلانكا وإيمانويل لاسكر وبوبي فيشر، عن مخاوفهم من «الموت بالتعادل» حيث يتم تحليل الشطرنج بشكل أعمق. للتخفيف من هذا الخطر، اقترح كل من Capablanca و Fischer متغيرات الشطرنج لتنشيط اللعبة، بينما اقترح Lasker تغيير كيفية تسجيل التعادل والمأزق.
طعن بعض الكتاب في وجهة النظر القائلة بأن للبيض ميزة متأصلة. كتب Grandmaster (GM) András Adorján سلسلة من الكتب حول موضوع «الأسود على ما يرام!»، مجادلًا بأن التصور العام بأن الأبيض يتمتع بميزة يتأسس في علم النفس أكثر من الواقع. يؤكد GM Mihai Suba وآخرون أنه في بعض الأحيان يختفي دون سبب واضح مع تقدم اللعبة. أسلوب اللعب السائد لبلاك اليوم هو البحث عن مواقع غير متوازنة، من خلال وضع Chessgloss، يجادل الكتاب المعاصرون أيضًا بأن بلاك له مزايا تعويضية معينة. الإجماع على أن White يجب أن يحاول الفوز يمكن أن يكون عبئًا نفسيًا على اللاعب الأبيض، الذي يخسر أحيانًا بمحاولته جاهدة للفوز. يمكن أن تؤدي بعض الفتحات المتماثلة (أي تلك التي تعكس حركات الأسود إلى حركات الأبيض) إلى مواقف يكون فيها التحرك أولاً أمرًا ضارًا، إما لأسباب نفسية أو موضوعية.

## تعادل مع أفضل اللعب
لعب كل من لاسكر وكابابلانكا معا وشعروا بالقلق من أن لعبة الشطرنج ستعاني من «الموت بالتعادل» حيث تعادل لاعبو المستوى الأعلى أكثر فأكثر في مبارياتهم. في الآونة الأخيرة، وافق فيشر، قائلاً إن اللعبة قد انتهت. دعا الثلاثة إلى تغيير قوانين الشطرنج لتقليل عدد المباريات المتعادلة. اقترح لاسكر تسجيل أقل من نصف نقطة للتعادل وأكثر من نصف نقطة لتعويض ملك الخصم. اقترحت كابابلانكا في العشرينيات من القرن الماضي شطرنج كابابلانكا، وهي نسخة شطرنج تُلعب على لوحة أكبر 8 × 10 مع قطع إضافية (إمبراطورة وأميرة، تتحرك ك قلعة، حصان وفيل) —تركيبات الفارس على التوالي بنفس الطريقة التي يمكن بها القول بأن الملكة عبارة عن تركيبة رخ-أسقف). دافع فيشر عن شطرنج 960، وهو شكل آخر من أشكال الشطرنج، حيث يتم تحديد الموضع الأولي للقطع بشكل عشوائي ومتطابق لكلا اللاعبين، مع مراعاة قيود أن يكون الأساقفة على ألوان متقابلة وأن الملك يقف بين الغربان.